# Forêts marécageuses de Paramaribo
Localisation
Les forêts marécageuses de Paramaribo (NT0149) constituent une écorégion de la plaine côtière du Suriname qui couvre une bande de terre presque toujours inondée d'eau douce. Elles évoluent en mangroves saumâtres en se rapprochant du littoral et en forêts de terre ferme en direction de l'intérieur.

## Géographie

### Localisation
L'écorégion des forêts marécageuses de Paramaribo est une longue et étroite bande de terre entre les mangroves côtières et les contreforts des montagnes côtières du nord du Suriname. La flore comprend les forêts inondées de façon saisonnière et les forêts marécageuses inondées en permanence. Il a une superficie de 777 000 ha. La plupart de la population du Suriname vit à proximité de cette écorégion. Paramaribo, capitale du pays, se trouve dans cette écorégion.

### Terrain
L'écorégion s'étend au nord du Suriname de la frontière avec le Guyana le long du fleuve Corantijn jusqu'à la frontière avec la Guyane le long du fleuve Maroni. Le Guyana et la Guyane comprennent également des zones de forêt marécageuse. La plaine côtière plate a été formée à partir de sédiments marins déposés durant l'Holocène a des altitudes allant de 4 à 17 m. Les sols sont hygromorphes et sont inondés quasiment en permanence. Pendant la saison des pluies, le niveau d'eau dans les zones méridionales peut dépasser 3,5 m de hauteur.

### Climat
Le climat est chaud et humide. Une saison des pluies dure de décembre à janvier. S'ensuivent une saison plus sèche en février – avril, une autre saison des pluies en mai – août et une autre saison sèche en août – novembre. A un emplacement de l'échantillon de coordonnées 5°45′N 55°45′W / 5.75°N 55.75°W la classification climatique de Köppen est Af : équatorial, entièrement humide. Les températures moyennes varient de 25,9 °C en janvier à 27,8 °C en septembre. Les précipitations annuelles totales sont d'environ 2 200 mm. Les précipitations mensuelles varient de 70,8 mm en octobre à 278,7 mm en mai.

## Écologie
L'écorégion se situe dans le domaine néotropical, dans le biome des forêts tropicales et subtropicales humides à feuilles larges. L'écorégion fait partie de l'écorégion mondiale des forêts humides guyanaises, qui comprend également les forêts humides guyanaises et les forêts marécageuses du delta de l' Orénoque. Il transite dans l'écorégion de forêts humides guyanaises au sud et dans l'écorégion de mangroves Amazon-Orinoco-Sud des Caraïbes le long de la côte.

### Flore
Les arbres sont généralement moins hauts et moins diversifiés que dans les forêts humides de terre ferme plus à l'intérieur des terres. Vers la côte, ils se transforment en mangroves. Les forêts renferment de nombreuses espèces végétales adaptées aux conditions marécageuses, dont plusieurs espèces endémiques. La végétation comprend la forêt marécageuse, le marécage boisé, les broussailles marécageuses et les marais herbacés.
Les sols sont pour la plupart couverts d'une couche de tourbe et les feux de tourbe empêchent souvent la végétation d'atteindre le stade climacique. Là où les incendies ne se produisent pas, la plus grande diversité de flore se trouve dans les marais moins profonds. Dans les marais nordiques moins profonds en phase climacique, les arbres caractéristiques comprennent le baboonwood ou yayamadou (Virola surinamensis), le chewstick ou manil-marécage (Symphonia globulifera) et le wassaï ou palmier pinot (Euterpe oleracea). On compte moins d'espèces végétales dans les marais plus profonds du sud. Les espèces climaciques comprennent Crudia glaberrima, l' arapari (Macrolobium acaciifolium) et le piritu (Bactris maraja).
Les marécages boisés se développent dans des eaux moins profondes et contiennent souvent des peuplements avec une ou deux essences dominantes, parmi lesquelles le purple coraltree (Erythrina fusca), le dragon blood tree ou moutouchi-marécage (Pterocarpus officinalis) poussant avec du white cedar ou ébène (Tabebuia insignis) et le paradise plum ou prunier zicaque (Chrysobalanus icaco) poussant avec la pond apple ou corossol sauvage (Annona glabra), le buriti palm ou palmier-bâche (Mauritia flexuosa) ou mulato tree ou bois-fourmis (Triplaris surinamensis). Les broussailles du nord et les marécages herbacés sont souvent dominées par quelques grandes herbacées telles que le southern cattail ou roseau-massette (Typha domingensis), le southern cutgrass (Leersia hexandra) et le piripiri (Cyperus giganteus) dans le nord, et le giant spikerush ou jonc (Eleocharis interstincta), le burr sedge (Lagenocarpus guianensis) et le golden beaksedge (Rhynchospora corymbosa) dans le sud.

### Faune
L'écorégion compte des mammifères assez diversifiés, mais aucune espèce endémique n'a été identifiée. Les primates comprennent le Tamarin à mains dorées (Saguinus midas), le Saïmiri ou Singe-écureuil (Saimiri sciureus), le Saki à face pâle (Pithecia pithecia), le Capucin brun (Sapajus apella) et le Singe-hurleur roux (Alouatta seniculus). Les autres grands mammifères comprennent le Lamantin des Antilles (Trichechus manatus), la Loutre géante (Pteronura brasiliensis) et le Jaguar (Panthera onca).
La plaine côtière est une importante zone de reproduction, d'hivernage et de passage pour les oiseaux aquatiques tels que l'Ibis rouge (Eudocimus ruber) et le Bécasseau semipalmé (Calidris pusilla). D'autres oiseaux comprennent le Roselin à ventre marron (Oryzoborus angolensis), le Poirier à poitrine rouge (Sporophila minuta), le Semoirier couleur ardoise (Sporophila schistacea), le Piculet à pointe de flèche (Picumnus minutissimus), le Pic rougeâtre (Veniliornis sanguineus) et le Manakin cramoisi (Pipra aureola).

## Statut
Le WWF confère à l'écorégion le statut de «vulnérable». Les forêts marécageuses sont inhospitalières, de sorte que de grandes zones sont assez intactes. Cependant, on peut y accéder par les voies navigables, les routes et les digues dans le but d'abattre et de capturer des primates et des oiseaux pour les vendre comme animaux de compagnie. Les menaces proviennent des feux d'herbe et de tourbe, le drainage des marais pour l'agriculture, le barrage des rivières pour former des réservoirs agricoles, l'exploitation forestière et la collecte de bois de chauffage, la chasse de subsistance, les mines de bauxite et l'industrie. Les forêts sont également endommagées par l'étalement urbain, les routes et les canaux, les plantes exotiques envahissantes et les produits agrochimiques. Les zones protégées comprennent les réserves naturelles de Galibi, Wia Wia, Péruvie, Boven Coesewijne, Copi et Wanekreek.